# Bedekovich család

A komori Bedekovich család címere

A komori Bedekovich család egy ősi, horvát nemesi família.

## Története
Bedekovich család első ismert tagja Tamás, aki IV. Béla királynak udvari magán jegyzője majd követe lett, 1278-1289 között váci püspök - aki 1289-ben gyilkosság áldozata lett. Tamás püspök rendkívüli munkájának elismeréseként 1267-ben testvéreivel (János, Kristóf, Pál és Iván) adományba kapja Kumur (Komor) földjét Zagoriában, innen az előnév. Komor, község Horvát-Szlavonországban, Varasd vármegye zlatari járásában. Itt van a Bedekovich-család ősi kastélya.
A Bedekovich család Tamás püspök egyik testvérétől származik. A család 1587-ben új adománylevelet kap  II. Rudolftól.
A 18. századtól írásos dokumentumok bizonyítják, hogy a család egyes ágai Varasdon kívül megtalálhatóak Zala, Vas, Sopron és Heves vármegyében is.
Habár a Bedekovich család legtöbb ága köznemesi rangban maradt, Ferencz (Varasd, 1755 - Bécs, 1827), Körös vármegye főispánja, 1809. nov. 22-én bárói rangot kapott. A bárói ág azonban 1889-ben kihalt.

## A család neves tagjai
- Tamás (?-1289), IV. Béla királynak udvari magán jegyzője és követe, IV. László kancellárja, 1278-1289 között váci püspök[6]
- Bedekovich Benedek (1667-1712), zengg-modrusi püspök[7]
- komori Bedekovich Kázmér (1728-1781) Jezsuita, tudós, zágrábi kanonok
- Bedekovich Boldizsár, dalmát-horvát-szlavón vicebán, Zágráb és Körös vármegye főispánja
- Bedekovich Antal, a dalmát-horvát-szlavón báni ítélőtábla ülnöke
- id.Bedekovich Lőrinc (Jászapáti, 1751. augusztus 8. - Jászfényszaru, 1823. november 15.), Jászkun kerületi geometra, vízépítő mérnök, róla nevezték el a jászfényszarui Bedekovich Lőrinc Népfőiskolai Társaságot [8]
- ifj. Bedekovich Lőrinc (Jászfényszaru, 1788. augusztus 8. – Jászfényszaru, 1857. október 2.) Jászkun kerületi másodföldmérő, Jász kerületi földmérő[9]
- komori báró Bedekovich Ferencz (1755-1827), császári és királyi kamarás, status- és konferencziális tanácsos, a Szent István Rend parancsnoka, Körös megye főispánja
- Bedekovich Kálmán (1818-1889), az első magyar-horvát tárca nélküli miniszter, majd horvát-szlavón bán
- Bedekovics Péter (1989- ), református lelkész,[10] a Magyar Cserkészszövetség elnöke[11]

## Névváltozatok
A család neve többféle írásmódban is fellelhető:
- Bedekovich
- Bedeković
- Bedekovits
- Bedekovics